# 圣多纳托-米拉内塞
圣多纳托-米拉内塞（義大利語：San Donato Milanese），是意大利米兰广域市的一个市镇。总面积12平方公里，人口32606人，人口密度2717.2人/平方公里（2009年）。国家统计（ISTAT）代码为015192。